# Magyar bélyegtervezők listája
A Magyar Posta által kiadott bélyegek tervezői az alábbiak voltak 1871 és 2016 között; a évszámok nem életrajzi vonatkozásúak, hanem a művész által tervezett bélyegek megjelenési éveit mutatják.
| Ábécé szerinti tartalomjegyzék                                                                           |
| --- |
| A, Á B C Cs D Dz Dzs E, É F G Gy H I, Í J K L Ly M N Ny O, Ó Ö, Ő P Q R S Sz T Ty U, Ú Ü, Ű V W X Y Z Zs |

## A
- Adth Vanooijen (2004)
- Andor András (1984, 1987, 1999-2005, 2016)
- Árendás József (2000–2001)

## B
- Bánhidy Andor (1949)
- Bánó Attila
- Bánó Endre (1954)
- Bányai István
- Barnóth Csaba (2008)
- Baticz Barnabás (2000, 2002–2005, 2008)
- Benedek Imre (1998-2024 folyamatosan)
- Berán Lajos (1942)
- Berczeller Dezső (1954)
- Berky Péter (2004–2008)
- Berta Ágnes
- Biczó András (1924)
- Bódi Kati (2023, 2024)
- Bodó Sándor (1952)
- Bokros Ferenc (1974-ig)
- Borbély F. Gusztáv (2004–2005)
- Boross Rudolf (1900, hírlapbélyeg)
- Bortnyik Sándor (1945)
- Bosnyák Mihály
- Bottlik Iván szöveg (2004)
- Böhm János (1913)
- Brandmayer Vilmos (1914–1919-ig)

## C
- Constantin László
- Cziglényi Ádám (1909–1998)
- Czirják-Nagy Zsuzsanna (2022)
- Czumpf Imre (1952)
- Jean-Paul Cousin (2000)

## D
- Darabos György, fotó (2006)
- Daniel Krisztián
- Deák Kázmér (2008)
- Demeter Zsuzsa (1999)
- Demján Szilárd (2021)
- Dina András (2004)
- Diósy Antal (1945-ig)
- Divéky József (1916)
- Dobay Géza
- Dobos Csaba (2020)
- Domé Eszter (2004–2008)
- Drahos István (1952-ig)
- Drócsay Imre
- Dudás László (1973–2008)

## E
- Eck Imre, (fotó) (2000–2003, 2006)
- Egry Zoltán (1934)
- Elekes Attila (2000, 2002–2004, 2006–2007)
- Englerth Emil, dr. (1938)
- Erdély Dániel (2004)
- Ethel Kessler (2005)

## F
- Fark László
- Fekete Oszkár (1919, Tanácsköztársaság)
- Fery Antal (1941)
- Forgács Miklós (1999–2000, 2002–2003, 2005–2006)
- Földes Imre (1918)
- Földiák György
- Füle Mihály
- Füzesi Zsuzsa

## G
- Gábor Éva (1965-ig)
- Gábor József
- Gacs Gábor
- Gál Ferenc (1913–1986)[1][2] (1981-ig)
- Gara Arnold (1919, Tanácsköztársaság)
- Gebhardt Tibor (1951-ig) (v. Gönczi Tibor)
- Gedai Csaba (1999)
- Gilicze Gergő (2017)
- Gózon Lajos (1962-ig)
- Gróf József (1919, Tanácsköztársaság)
- Gyüre Júlia (2000, 2003)

## H
- George Hámori
- Haiman György
- Hajdú József (fotó) (2002–2005)
- Hajnal Balázs (2024)
- Haranghy Jenő (1931-ig)
- Harsányi Vera (1948-ig)
- Hefelle Glória
- Héjja Luca (2018)
- Helbing Ferenc (1935-ig)
- Herr Rezső (1921–1924)
- Horváth Endre (1954-ig)
- Horváth Nóra (2017, 2018, 2019, 2023)
- Huschit János (fotó) (2002, 2004, 2006)

## J
- Juhász Imre (fotó) (2006)

## K
- Kádár György (1950)
- Kakasy Éva
- Kákonyi István (1942)
- Kallus László
- Kálna Béla (1947)
- Kamarás Ágnes (2021)
- Kara György (1999–2004, 2006–2007)
- Kara Orsolya (2005–2008)
- Kármán Orsolya (2004–2008)
- Kass János (1999–2004)
- Kecseti Zsolt (2015)
- Kékesi László
- Keresztes Dóra (2001, 2003)
- Kertész Dániel (1999–2003)
- Koch Ernő (1926)
- Konecsni György (1949-ig)
- Kontuly Béla (1944)
- Korniss Péter (fotó) (2004)
- Kovács Erzsébet (1924-ig)
- Kovatsek István (1871, hírlapbélyegek)
- Kőmíves István (1975)
- Köpeczi Bócz István (1949-ig)

## L
- Laczkó Anita (2012, 2013, 2016)
- Lakatos Luca (2023)
- Lázár Szilvia (2002-2006)
- Légrády Sándor
- Lengyel György (1999)
- L'Hiver János (1874, színes számú krajcár)
- Lipovszky-Drescher Mária (2005, 2008)
- Lü Jingren (2003)

## M
- Mandel Ármin (2019, 2021)
- Márián Gábor (2024)
- Maros Krisztina
- Márton Ferenc (1941)
- Márton Lajos (1938)
- Máté András Gábor (2016, 2021, 2023)
- Medgyesi Schwartz Antal (1928)
- Megyer-Meyer Antal (1924)
- Mester Tibor (fotó; 2004)
- Mészáros István (fotó; 2007)
- Molnár Géza (fotó; 2004)
- Molnár Gyula (2003–2004)
- Molnár Kálmán (2002)
- Molnár László (1948)
- Molnár Ottó
- Mosdóssy Imre

## N
- Nagy Dóra (2002, 2006)
- Nagy Péter (1999–2004, 2006–2008)
- Nagy Zita (2010, 2015)
- Nagy Zoltán (1976-ig)
- Nádi Boglárka (2013)
- Nenad Gattin (fotó, 2003)

## Ny
- Nyári Éva (2005–008)

## O
- Oláh György
- Orosz István (1999, 2003–2004)

## P
- Pálfi György (bélyegtervező) (2001–2003)
- Pálinkás György (2005)
- Pálinkás János (1927)
- Papp Tamás (1959)
- Petényi Tibor Zoltán (2014) (2016)
- Pethely Gyula (1916)
- Pető Zsuzsanna (2005)
- Petten Sándor (1939)
- Pintér János (2017)
- Pintér Márió (fotó) (2006)
- Pólya Zoltán (2005)
- Prihoda Judit (2004)

## R
- Rác József
- Rácz-Fodor Katalin
- Radvány Zsuzsa
- Raszler Tibor (2002–2006)
- Rázsó András fotó (2006)
- Remete Pál (2021)
- Rényi Krisztina (1999–2000, 2002, 2005)
- Robert Lovy (2004, 2007)
- Roheim Károly (1945)
- Rosta Péter (2007)
- Rozmann Ágnes (2002–2005)
- Rubik Anna (2002)

## S
- Saphier Herbert
- Sherman, Whitney (2005)
- Somogyi Győző
- Sutta Balázs (2004)
- Svindt Ferenc (1999, 2001–2002, 2005–2008)

## Sz
- Szabó Ferenc (2022, 2023)
- Szabó János (1975)
- Szalma Edit (2007)
- Székely Kálmán (2001–2008)
- Székely Péter (1948-ig)
- Szekeres Erzsébet (2001, 2004)
- Széki András (2019)
- Szmola Adrien (2004)
- Szőnyey György (1999, 2003–2005)
- Szunyoghy András
- ifj. Szunyoghy András (2016–2020, 2022)
- Szücs Erzsébet
- Szűcs Pál (1959-ig)

## T
- Tamási Zoltán (1945)
- Than Mór (1850–1860) az első magyar bélyegterv elkészítője, kibocsátásra nem került
- Tibor Z. Petényi (2014) (2016)
- Tóth Gyula (1944)
- Tóth Yoka Zsolt (2003)
- Tőkés Tamás (1999, 2002)
- Tull Ödön (1919-ig)
- Turchányi Géza (fotó) (2003)

## U
- Unrein János (1871 – az első magyar gyártású bélyeg tervezője)

## V
- Vagyóczky Károly (1999, 2001, 2003)
- Váli Miklós (2009)
- Varga Pál (1969–2008)
- Vásárhelyi Gyula László (1929–2013)
- Vasvári Péter (2023)
- Végh Gusztáv (1948)
- Verebi Sándor (1961)
- Vertel József
- Vidák Zsolt (2005–2006, 2008)

## W
- Weisenburger István
- Widerkomm Ervin (2001, 2005, 2007)

## Z
- Zelenák Crescencia (1983)
- Zombory Éva
- Z. Szűcs Erzsébet (1943)

## Zs
- Zsitva Szabolcs
- Zsigmond János (1962)